# Bergmännisches Brauchtum
Als bergmännisches Brauchtum, auch Bergmannsbrauchtum genannt, bezeichnet man im Bergbau Sitten und Gebräuche, die die Verbundenheit der Bergleute mit ihrem Beruf darlegen. Bergmännisches Brauchtum spiegelt sowohl Lust und Freude als auch Schmerz und Passion des Bergmannberufs wider und zeigt oftmals auch repräsentative Züge. Das Bergmannsbrauchtum hat auch in der heutigen modernen Zeit seine Bedeutung nicht verloren und wird selbst in ehemaligen Bergbauregionen inszeniert.

## Grundlagen
Das bergmännische Brauchtum hat sich in den einzelnen Bergbauregionen über Jahrhunderte entwickelt. Neben der starken Verbundenheit mit ihrem Beruf haben die Bergleute oftmals auch eine besondere Verbundenheit zu ihrer Religion. Dies zeigt sich insbesondere in der Vielzahl der kirchlichen Feiern mit einer Verbindung zum Bergbau. Die Verbundenheit der Bergleute zu ihrem Beruf ist gepaart mit einer starken emotionalen Bindung zu ihrem Arbeitsplatz unter Tage. Dies zeigt sich in verschiedener Art und Weise. Zum einen zeigt sich diese Verbundenheit in einer eigenen speziellen Berufskleidung, die der Bergmann mit Stolz auch zu bestimmten privaten Feierlichkeiten trägt. Zum anderen gibt es aber auch spezielle bergmännische Symbole wie z. B. Schlägel und Eisen. Außerdem gibt es verschiedene Standesriten und spezielle bergbaubezogene Feiern. Auch Gedichte zum Bergbau und bergbauliches Liedgut sind Bestandteil des bergmännischen Brauchtums. Zu guter Letzt hat sich im Bergbau auch eine eigene bergbautypische Sprache entwickelt, die Bestandteil des bergmännischen Brauchtums ist. Die Pflege des bergmännischen Brauchtums wird von den örtlichen Knappenvereinen getätigt.

## Brauchtum und Religion
Die Ausübung der Religion ist eine der Grundlagen für das bergmännische Brauchtum. Dies liegt unter anderem darin begründet, dass der Glaube und die Religiosität unter den Bergleuten, bedingt durch die mehrfachen Begegnungen mit natürlichen Urgewalten sowie Gefahren bei der Arbeit und Tod durch diese Gefahren, stark verbreitet waren.

### Aberglaube und Religion
Der Beruf des Bergmanns ist, bedingt durch die untertägige Arbeits- und Erlebniswelt, mit dem mythischen Fühlen und Denken besonders stark verbunden. Dies liegt zum großen Teil an den untertägigen gefahrvollen Arbeitsbedingungen. Die Gefahren, die den Bergleuten bei ihrer Arbeit unter Tage drohten, wurden mit dämonischen Wesen, an die man insbesondere durch den im Mittelalter vorherrschenden Glauben an Berggeister, Bergteufel oder andere Dämonen glaubte, in Verbindung gebracht. Selbst die damaligen Gelehrten, wie beispielsweise der Bergbaugelehrte Georgius Agricola hatten oftmals keine andere Erklärungen für bestimmte natürliche Phänomene, die sie dann dämonischen Tieren zuordneten. Aus diesem Aberglauben entstanden in einigen Bergbauregionen Märchen und Sagen mit Bezug zum Bergbau. Ein bekanntes Märchen ist Schneewittchen und die sieben Zwerge, in welchem die sieben Zwerge als Bergleute mit bergmännischer Tracht unter Tage nach edlen Metallen gruben.
Im Laufe der Jahrhunderte wandelte sich diese Mischung aus Glaube und Aberglaube zum religiösen Glauben der Bergleute. An diesem Wandel hat insbesondere der Einfluss der christlichen Kirchen einen großen Anteil. Glaubten die Bergleute in der früheren Zeit an den Schutz durch den Berggeist, dem sie sich anempfahlen, so wurde bereits ab dem 16. Jahrhundert ein Schichtgebet an einen Schutzpatron gerichtet. Schon sehr bald war das Beten vor und nach der Schicht, die Betschicht, Pflicht und Bestandteil der täglichen Arbeitszeit der Bergleute. Das bergmännische Brauchtum hatte aber auch in einigen Bergbauregionen einen gewissen Einfluss auf die Gestaltung der dort erbauten Gotteshäuser. Zu guter Letzt hatte das bergmännische Brauchtum einen Einfluss auf die Gestaltung und Ausprägung christlicher Feste der jeweiligen Region.

### Schutzpatrone und Schutzheilige
Aufgrund ihrer gefährlichen Arbeit haben die Bergleute schon seit Jahrhunderten eine innige Verbindung zu ihren Schutzpatronen gepflegt. Dies spiegelt sich häufig in den speziellen Gebeten der Bergleute wider. Bereits die alten Griechen verehrten mit Hephaistos einen Schutzgott für die Schmiedekunst und das Feuer. Als ältester Bergbauheiliger gilt der heilige Prophet Daniel, der aufgrund seines Wissens über Erze und seines Aufenthalts in der Grube zum Schutzpatron erkoren wurde. Die Zahl der Bergbaupatrone stieg im Laufe des Jahres stark an, sodass es im Mittelalter im Montanwesen über 160 Heilige, Propheten und Märtyrer mit Beziehung zum Bergbau gab. Im modernen Bergbau gibt es nur wenige Heilige, die für den Montanbereich als Schutzpatrone gelten. Unter allen Heiligengestalten des Bergbaus ist die Heilige Barbara die Berufspatronin, die bei den Bergleuten die erste Stelle einnimmt. Sie nimmt in den meisten Bergbauregionen Europas einen besonderen Kultstatus ein. Ihr zu Ehren wird in den einzelnen Bergrevieren jedes Jahr die Barbarafeier zelebriert. Daneben gibt es im Montanwesen noch weitere Schutzpatrone und Schutzheilige. Weitere Schutzheilige, die aber nicht so eine große Bedeutung erlangt haben, sind z. B. der Heilige Prokop, der Heilige Wenzel, der Heilige Albert und der Heilige Ruprecht.

## Brauchtum in Kleidung und Ausrüstung
Ein Teil des bergmännischen Brauchtums ist die spezielle Berufskleidung der Bergleute. Diese traditionelle Berufstracht hat sich im Laufe der Jahre aus dem Schutzbedürfnis der Bergleute vor den ihn umgebenden Gefahren entwickelt. Je nach Bergbauregion wird der Bergkittel, das Berghabit oder der Biberstollen getragen. Dazu werden, je nach Bergrevier, unterschiedliche Westen und Hemden getragen. Zusätzliche Kleidungsstücke sind der Schachthut und das Arschleder. Die einzelnen Kleidungsstücke unterscheiden sich oftmals untereinander in Form und Farbe. Diese Berufstracht trug der Bergmann nicht nur während der Arbeit, sondern auch auf dem Weg von und zur Arbeit. Um die einzelnen Bergleute ihrem Stand nach bereits an der Tracht erkennen zu können, wurden im Laufe der Jahre für die einzelnen bergmännischen Berufe spezielle Berufsgradabzeichen entwickelt, die die Bergleute am Kragenspiegel ihrer Berufstracht trugen. Für den jeweiligen Bergmann wurde die Berufstracht zur Uniform, mit der er förmlich verwachsen war. Auch Waffen wurden früher bei festlichen Aufzügen von den Bergleuten getragen. Heute wird das bergmännische Gezähe als zusätzliches Zeichen der Zugehörigkeit zum Bergbau getragen. So ausgestattet wird die Berufstracht für den Bergmann zum Festkleid an Feiertagen, die er auch zur eigenen Hochzeitsfeier und als Trauergewand bei der Beerdigung von Kameraden trägt.

## Brauchtum in Sprache und Symbolik
Ein weiteres Teil des bergmännischen Brauchtums ist die spezielle Bergmannssprache, sowohl in Schrift als auch in Sprache. Sie gehört seit dem Mittelalter bis in die heutige Zeit zum Bergmannsbrauchtum. Im Laufe der Jahrhunderte sind etwa 7000 Worte und Redewendungen der deutschen Sprache entstanden, die der bergmännischen Fachsprache zuzuordnen sind. Des Weiteren sind das bergmännische Liedgut und die bergmännische Dichtkunst Teil des Bergmannsbrauchtum. Das bergmännische Liedgut vermittelt dem Bergmann das Gefühl von Stand und Beruf und soll in ihm das Pflichtgefühl und die Berufstreue fördern. Hier spiegelt sich häufig auch die Bergmannssprache in Form des Bergmannsgrußes Glückauf wider. Es gibt die verschiedensten Lieder, in denen über den Beruf des Bergmanns, über die Schönheit seines Berufes, über die Frömmigkeit der Bergleute oder über die Geselligkeit der Bergleute erzählt wird. Das Bergbausymbol, bestehend aus dem gekreuzten Bergmannswerkzeugen Schlägel und Eisen, ist ebenfalls Teil des bergmännischen Brauchtums. Dieses Symbol ist Sinnbild der bergmännischen Arbeit geworden und hat bis in die Gegenwart seine Bedeutung beibehalten.

## Brauchtum in Festen und Feiern
Die Bergleute feierten, je nach Bergbauregion, über das Jahr verteilt verschiedene Feste. Gleich zu Jahresbeginn wird der Neujahrstag gefeiert, es folgen das Fest der Heiligen Drei Könige und das Fest Mariä Reinigung. Am 12. Februar findet im hessischen Bergrevier die Kirchschicht statt. Danach folgt das in einigen Bergrevieren bekannte Bergfest, auch Bergdankfest genannt. Dieses Fest gilt als Jahresabschluss des Bergjahres und wird an dem Samstag vor Fastnacht gefeiert. Im Zuge des Bergdankfestes oder im Anschluss daran wird ein Bergdankgottesdienst abgehalten. Als weiteres Fest folgt das Osterfest mit Karfreitag, dem heiligen Osterabend und den Ostertagen. An den Ostertagen werden in einigen Regionen traditionelle Osterfeuer abgebrannt. Anschließend folgen die Feierlichkeiten um Himmelfahrt und Pfingsten. In einigen Bergrevieren des Erzgebirges wird am 22. Juni der Bergstreittag gefeiert. Zur Sommersonnenwende wird der Johannistag gefeiert und im Herbst gibt es die Knappschaftsfeste.
Die Weihnachtszeit ist für die Bergleute die Zeit der Besinnung und der Einkehr. Die bergmännische Weihnachtszeit beginnt mit der Barbarafeier, die am 4. Dezember stattfindet. Im Zuge dieser Feier, die zu Ehren der heiligen Barbara begangen wird, gibt es verschiedene Bräuche wie die Barbarazweige oder die Ausgabe einer speziellen Barbara - Zeitung. Das Weihnachtsfest hat für die Bergleute eine große Bedeutung. Am 22. Dezember wird in einigen Regionen die Mettenschicht gefeiert. Sie wurde in den Bergrevieren Sachsens traditionell am letzten Arbeitstag vor dem Heiligen Abend gefeiert. Heute wird die Mettenschicht in einigen Bergrevieren erst am 30. Dezember gefeiert. Für die Feste und Feiern ziehen die Bergleute in der Regel ihre Bergmannstracht an. Umrahmt werden die Feierlichkeiten meistens mit einer Bergparade oder einem bergmännischen Zapfenstreich. Zudem findet meistens im Rahmen der Feiern ein spezieller Gottesdienst statt.

## Brauchtum in Aufnahmeritualen und anderen Darstellungen
Ebenso wie bei anderen Zünften gibt es auch bei den Bergleuten Aufnahmebräuche, mit denen ein Bergschüler in den Bergmannsstand gehoben wird. Einer dieser Aufnahmebräuche ist der aus Leoben stammende Ledersprung, bei dem der Anwärter in Bergmannstracht über ein Arschleder springen muss. Dieses Aufnahmeritual fällt unter die Kategorie Brauchtum im Jahreskreis. Ein weiteres Brauchtum sind die zu vielen Festlichkeiten stattfindenden Bergparaden. In einigen Regionen gibt es spezielle, von der Bergleuten der jeweiligen Region vorgeführte Tänze, wie z. B. den Hüttenberger Reiftanz oder den Eisenerzer Bergmannstanz. Teil des bergmännischen Brauchtums sind auch spezielle weihnachtliche Darstellungen mit bergbaulichem Charakter wie der Schwibbogen oder die Weihnachtspyramiden, mit denen das Leben der Bergleute als Modell dargestellt wird. Der in den 1980er Jahren aufkommende Brauch, Nichtbergleute zum Bergmann ehrenhalber zu schlagen, ist kein bergmännisches Brauchtum im eigentlichen Sinne, obwohl es gerne bei Politikern oder anderen bekannte Persönlichkeiten zwecks Selbstinszenierung oder aus politisch motivierten Gründen durchgeführt wird.